# Kunst im öffentlichen Raum in Lennestadt
Kunst im öffentlichen Raum in Lennestadt umfasst öffentlich zugängliche Plastiken, Skulpturen, Brunnen, Wandmalereien, Mosaike und Graffiti im Gebiet der sauerländischen Stadt Lennestadt im Kreis Olpe. Die nachstehende Liste von Kunstwerken im öffentlichen Raum ist nicht vollständig. Sie wird kontinuierlich ergänzt.

## Liste
| Bild           | Titel/Bezeichnung           | Standort               | Künstler    | Entstehung | Anmerkungen |
| -------------- | --------------------------- | ---------------------- | ----------- | ---------- | --- |
|                | Rathausbrunnen              | Thomas-Morus-Platz     |             |            | |
|                | Lintloe-Brunnen             | Oedingen               |             |            | Der Lintloe-Brunnen am historischen Wanderweg in Oedingen erinnert an die Sage vom Obristen Jan von Lintloe.                   |
|                | Madonnen-Statue             | Grevenbrück Kirchplatz | Franz Belke |            | |
|                | Nepomuk-Statue              | Grevenbrück            |             |            | Die den „Brückenheiligen“ Johannes Nepomuk darstellende Skulptur auf der Lennebrücke in Grevenbrück steht unter Denkmalschutz. |
|                | Barbara-Statue              | Meggen                 | Franz Belke | 1930       | Die Skulptur stellt die „Schutzpatronin der Bergleute“ Barbara von Nikomedien dar und steht unter Denkmalschutz.               |
|                | Bergbaudenkmal Halberbracht | Halberbracht           |             |            | Seilscheibe des 554 m tiefen Baroschachts, der von 1872 bis 1962 abgeteuft und 1997 verfüllt wurde.                            |
| weitere Bilder | Skulpturenwiese             | Theten                 |             | 2015       | |